# Gary Ackerman

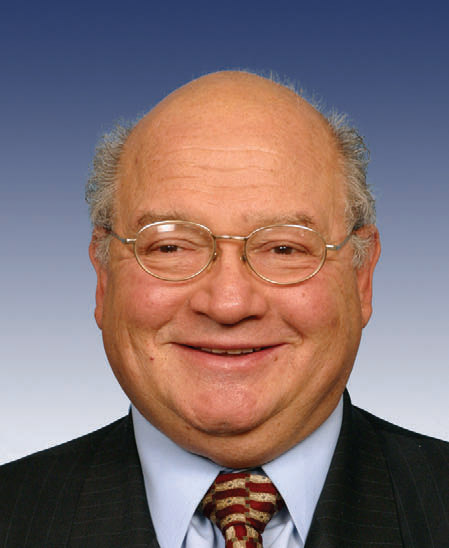
Gary Ackerman

Gary Leonard Ackerman (* 19. November 1942 in New York) ist ein US-amerikanischer Politiker der Demokratischen Partei und war von 1983 bis 2013 Mitglied des Repräsentantenhauses der Vereinigten Staaten für den Bundesstaat New York.

## Biografie
Gary Leonard Ackerman wurde als Sohn von Max und Eva Ackerman in New York City geboren. Er wuchs in Flushing, einem Stadtteil des New Yorker Borough Queens, auf. Nach seiner Schulzeit an der Brooklyn Technical High School studierte er am Queens College (Abschluss 1965). Er war daraufhin als Lehrer für die Fächer Gemeinschaftskunde, Mathematik und Journalismus an einer Junior High School in Queens tätig. Ackerman wollte aufgrund der Geburt seiner Tochter 1969 einen unbezahlten Sonderurlaub nehmen, dies verwehrte ihm die Schulverwaltung jedoch. Er verklagte die Schulverwaltung daraufhin und bekam vor Gericht Recht. 1970 gründete er den Queens Tribune, eine kostenlose, wöchentlich erscheinende Zeitung. Er war bis zu seiner Wahl in den Senat von New York als Redakteur und Herausgeber tätig.
Dem New Yorker Senat gehörte er von 1979 bis zu seiner Wahl ins US-Repräsentantenhaus an. In einer Nachwahl wurde er 1983 zum Nachfolger von Benjamin S. Rosenthal gewählt. Er vertrat den fünften New Yorker Kongressdistrikt, welcher Teile von Queens, Long Island und dem Nassau County umfasst. Er verteidigte seinen Sitz bei vierzehn nachfolgenden Wahlen. Im Repräsentantenhaus war Ackerman Mitglied im Committee on Foreign Affairs und im Committee on Financial Services. Aus Altersgründen entschied er sich, bei der Wahl 2012 nicht wieder zu kandidieren und schied am 3. Januar 2013 aus dem Amt.
Ackerman ist jüdischen Glaubens. Er lebt in Roslyn Heights, Nassau County und ist mit Rita Gale Tewel verheiratet. Das Paar hat zwei Söhne und eine Tochter.